# Small town girl
«Small town girl» es una canción interpretada por la banda estadounidense Never Shout Never y escrita por su vocalista y guitarrista Christofer Drew. Fue lanzada en descarga digital el 14 de febrero de 2012, coincidiendo con la fecha de celebración del día de San Valentín.

## Información
La canción fue anunciada en la página web oficial de Never Shout Never el 1 de febrero de 2012. Una muestra de 31 segundos de la canción estuvo disponible en SoundCloud antes de su lanzamiento oficial. Finalmente, la canción se lanzó a la venta el 14 de febrero en la tienda en línea de Never Shout Never.
La carátula del sencillo muestra un caricatura de Joplin, en la que una pareja camina hacia el horizonte y la sombra de dicha pareja forma un corazón.